# Златка Капсамунова
Златка Ангелова Капсамунова е българска учителка.

## Биография
Родена е на 13 май 1910 г. в Стара Загора. Основното и средното си образование завършва в родния си град, а по-късно учи в Педагогическлия институт в Пловдив. Работи като учителка в редица села в региона – Хан Аспарухово, Оряховица и др. През 1936 г. се омъжва за Йордан Капсамунов, а през 1938 г. се ражда дъщеря им Христина Капсамунова (Станева). От 1947 г. е учителка по български език и история във Втора прогимназия в Стара Загора. От 1949 до 1972 г. е член на Профсъюза на българските учители. Когато нейният съпруг е назначен за генерален консул на България в Турция заминава с него. След връщането им през 1952 г. започва работа във Втора мъжка гимназия. От 1953 г. е заместник-директор на Пето средно училище. По-късно става директор на Образцовата прогимназия в Стара Загора, където се пенсионира през 1960 г. Умира на 1 март 1979 г. в Стара Загора.